# Saint-Martin
Denna artikel behandlar området som tillhör Frankrike. För hela ön, se Saint Martin (ö). 
För andra betydelser, se Saint Martin (olika betydelser).
Saint-Martin, formellt Förvaltningsområdet Saint-Martin (franska: Collectivité de Saint-Martin),, är ett franskt område i Karibien i ögruppen Små Antillerna. Området ligger på den norra delen av ön Saint Martin och omfattar ca 60% av ön. Resten tillhör Sint Maarten, ett av de fyra autonoma länderna inom Konungariket Nederländerna. Från 1963 bildade Saint Martin tillsammans med grannön Saint-Barthélemy ett arrondissement i departementet Guadeloupe, och var därmed en del av EG/EU. Sedan 2007 är Saint Martin ett fristående utomeuropeiskt förvaltningsområde (Collectivité d’outre-mer) och har i den egenskapen visst självstyre. Accepterar internationella körkort enligt  Geneva Convention on Road Traffic (år 1949) och Viennas Convention on Road Traffic (år 1968).

Karta över Saint-Martin.

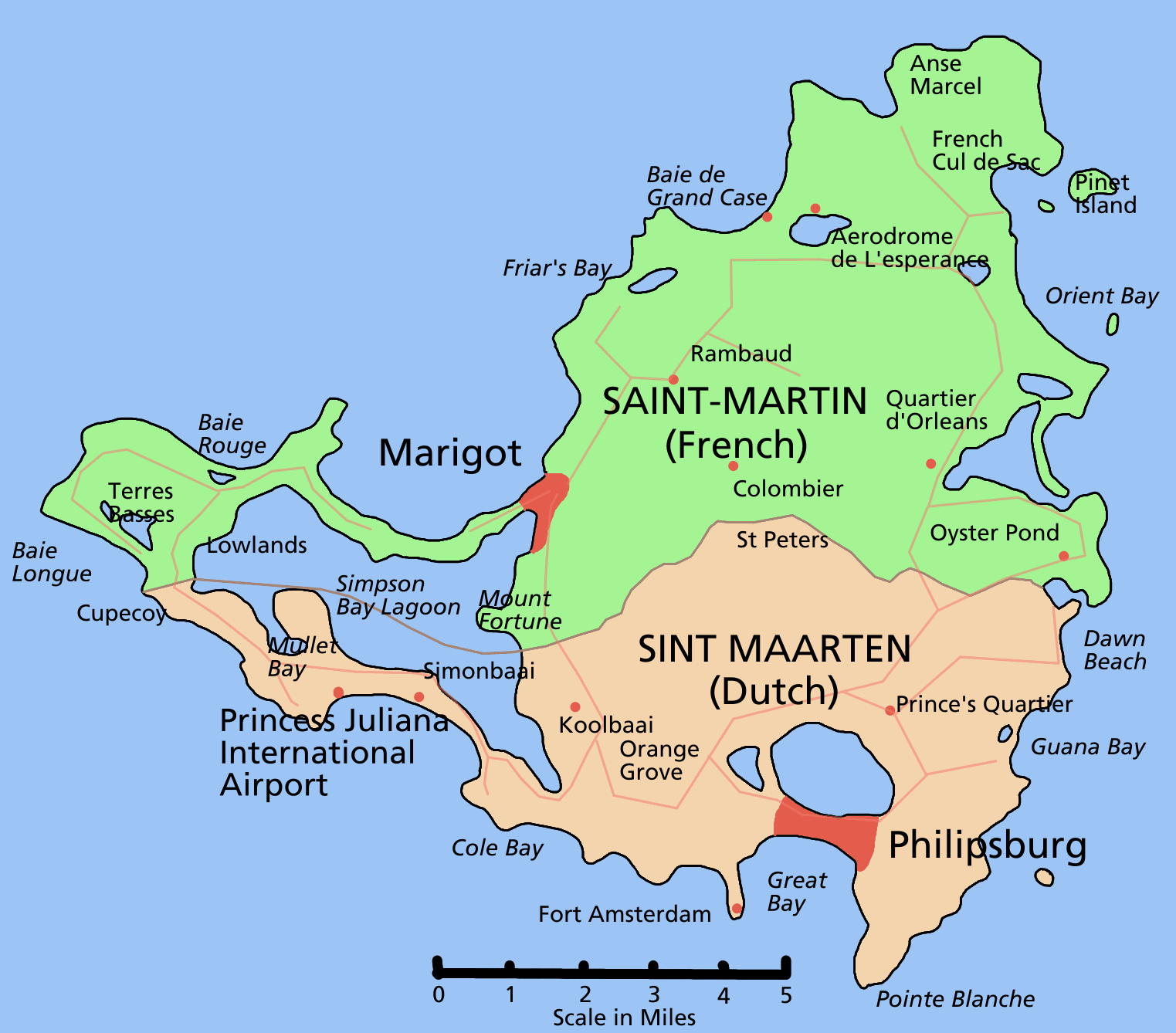
Saint Martin, den franska delen av ön som är ett franskt utomeuropeiskt förvaltningsområde
Sint Maarten, den nederländska delen av ön som är ett land inom Konungariket Nederländerna